# استراتيجية الضاحية

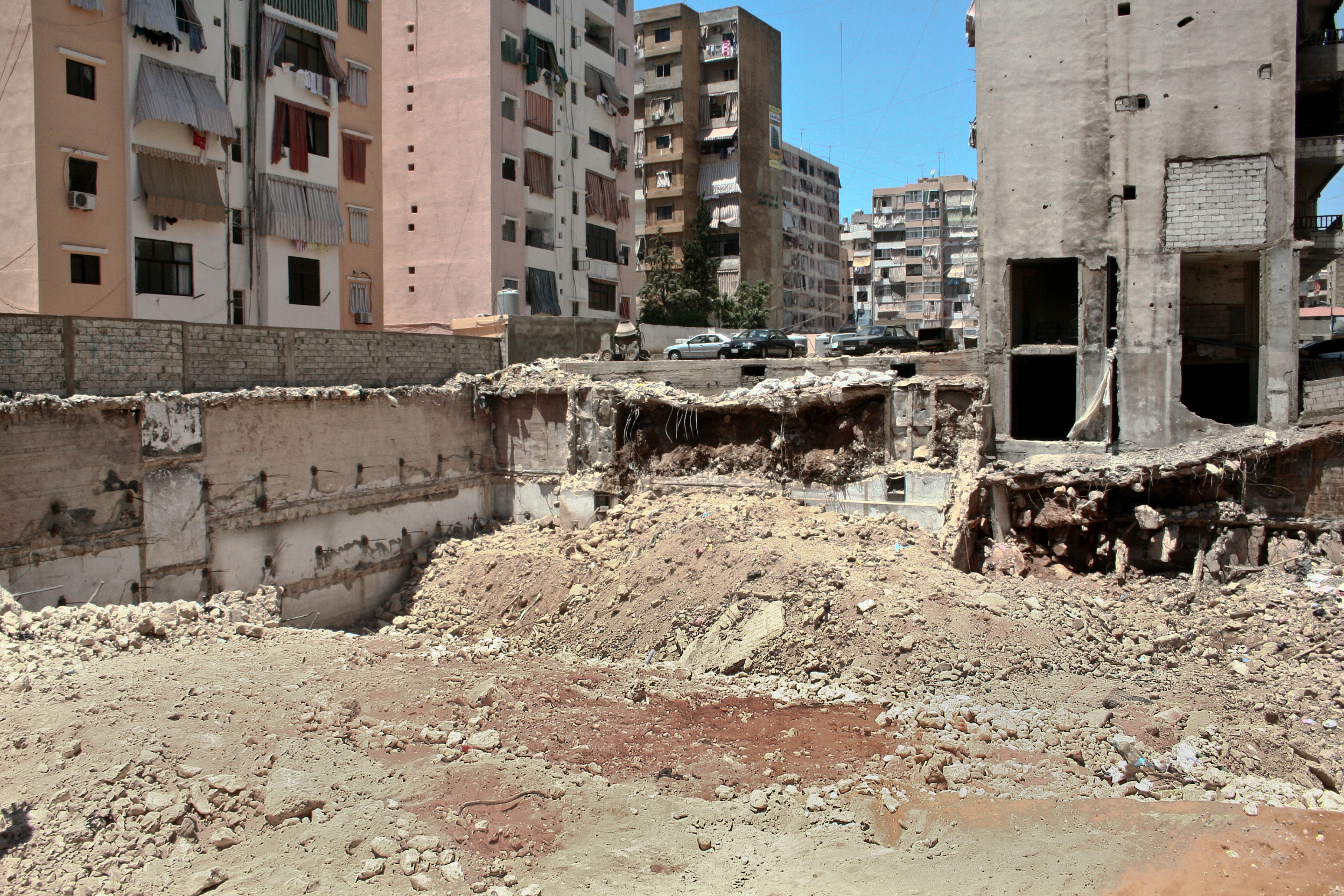

استراتيجية الضاحية هي إحدى الاستراتيجيات الإسرائيلية المقترحة والموافق عليها من قبل الحكومة الإسرائيلية، تنص الاستراتيجية على أنه «وأخيراً أدركت إسرائيل أن العرب يجب أن يكونوا مسؤولين عن تصرفات قادتهم» أخذ اسم الضاحية من أحد حصون حزب الله في بيروت الذي قامت إسرائيل بتدميره خلال حرب لبنان عام 2006.
في سنة 2008 وبعد سنتين من الحرب، قام غادي أيزنكوت وهو رئيس هيئة أركان الشمال للجيش الإسرائيلي بالقول أن إسرائيل لن تقوم مرة أخرى بإزعاج نفسها من خلال اصطياد عشرات مطلقي الصواريخ الذين يريقون الدم الإسرائيلي. بل يجب على إسرائيل استخدام القوة غير المتكافئة على القرى اللبنانية بغض نظر عن الاحتجاج العالمي. قال غادي «من وجهة نظرنا فإن هذه القرى (تقريباً 160 قرية شيعية) لا تضم مدنيين بل هي عبارة عن قواعد عسكرية».
وصفت صحيفة يديعوت أحرنوت هذه الاستراتيجية بأنها «ليست تهديدًا من ضابط بل هي خطة موافق عليها» وعندما تصل الأمور إلى ضرب البنى التحتية لدولة يحكمها حزب الله فيجب أن لا نظهر الرحمة. وأضافت أن كل الفلسطينيين في غزة هم خالد مشعل وكل اللبنانيين هم حسن نصر الله وكل الإيرانيين هم أحمدي نجاد. فيما وصفها ريتشارد أ. فلك بأنها انتهاكًا صريحًا لأبسط قوانين الحرب والأخلاق وبأنها إرهاب دولة.